# Buteo platypterus
Buteo platypterus е вид птица от семейство Ястребови (Accipitridae).

## Разпространение
Видът е разпространен в Ангуила, Антигуа и Барбуда, Барбадос, Белиз, Боливия, Бразилия, Венецуела, Гренада, Гваделупа, Гватемала, Гвиана, Доминика, Доминиканската република, Еквадор, Канада, Колумбия, Коста Рика, Куба, Мартиника, Мексико, Монсерат, Никарагуа, Панама, Перу, Пуерто Рико, Салвадор, Сейнт Китс и Невис, Сейнт Лусия, Сейнт Винсент и Гренадини, Суринам, САЩ, Тринидад и Тобаго, Френска Гвиана, Хаити и Хондурас.